# Igreja de madeira de Heddal

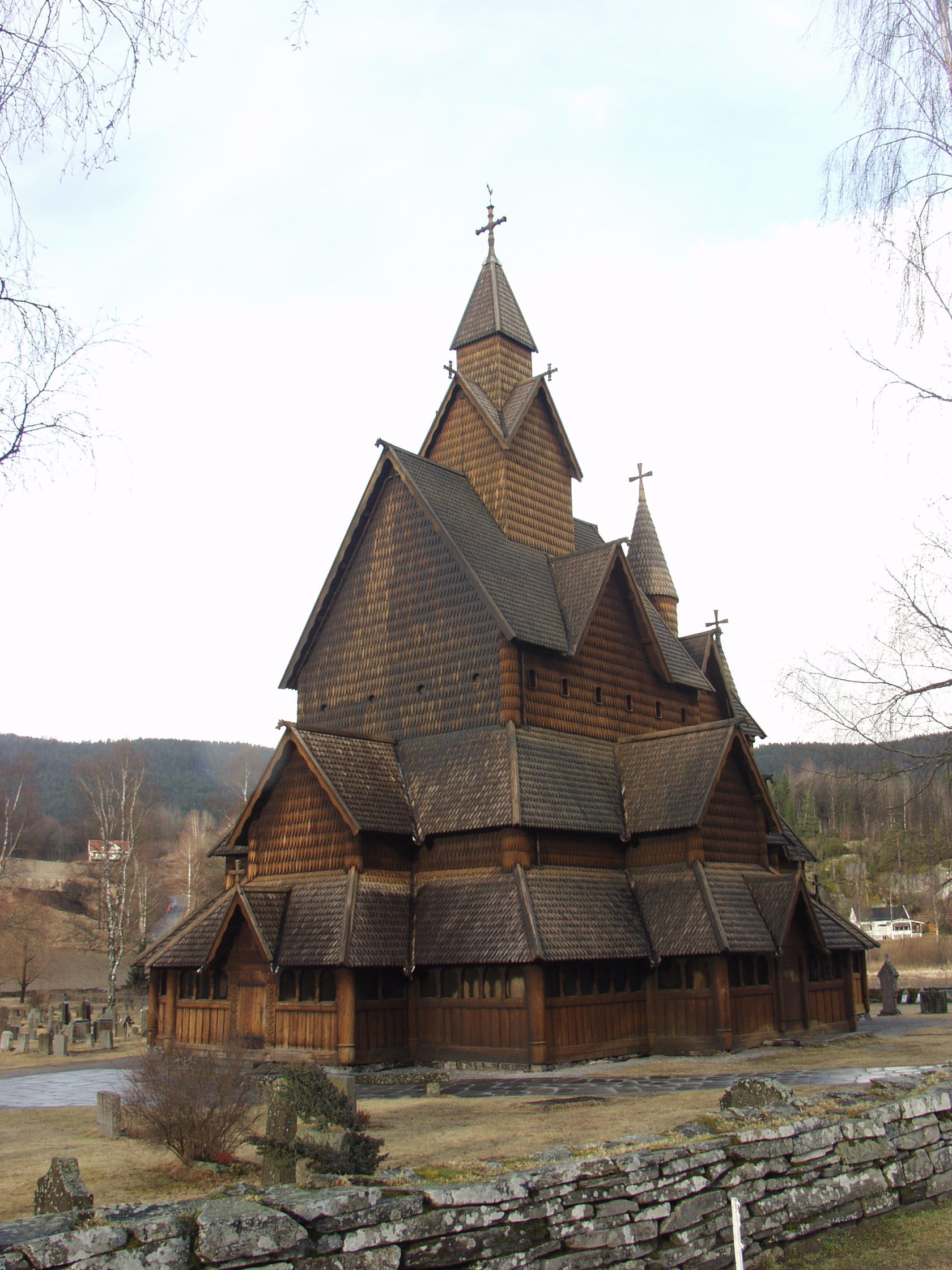
Igreja de Madeira de Heddal.

A Igreja de Madeira de Heddal (Heddal stavkirke) é uma igreja de madeira situada em Heddal, Notodden, Noruega. É uma igreja de nave tripla, e a maior igreja de madeira da Noruega. Foi construída em 1242, e restaurada em 1849–1851 e na década de 1950. O interior da igreja está marcada pelo período que se seguiu à reforma luterana em 1536/1537 e é, em grande parte, resultado da restauração da década de 1950.